# Route nationale 1 (Portugal)
La route nationale 1 (en portugais : Estrada Nacional nº1) ou route nationale Lisbonne-Porto (Estrada Lisboa-Porto) ou EN 1 est une route nationale du Portugal.

## Description
La  route EN 1 est une route nationale qui relie Lisbonne à Porto. 
Elle a une longueur totale de 272 kilomètres et traverse les districts de Lisbonne, Santarém, Leiria, Coimbra, Aveiro et Porto.

## Tracé
| Km     | Villes              | Carte interactive |
| ------ | ------------------- | ----------------- |
| 0 km   | Vila Franca de Xira |                   |
|        | Alenquer            |                   |
|        | São Salvador        |                   |
|        | Oliveira do Bairro  |                   |
|        | Batalha             |                   |
|        | Leiria              |                   |
|        | Albergaria-a-Velha  |                   |
|        | Oliveira de Azeméis |                   |
|        | São João da Madeira |                   |
|        | Mozelos             |                   |
| 272 km | Vila Nova de Gaia   |                   |